# Melierax poliopterus
Melierax poliopterus là một loài chim trong họ Accipitridae.
Loài chim này xuất hiện ở bán sa mạc, bụi cây khô và đồng cỏ cây cối rậm rạp cho đến độ cao 2000 m ở nam Ethiopia, Djibouti, tây Somalia, đông Kenya, đông bắc Tanzania, và Uganda tiếp giáp.
Chiều dài trung bình 49 đến 55 cm (19 đến 22 in), với sải cánh 96 đến 110 cm (38 đến 43 in) và đuôi dài 20 đến 25 cm (7,9 đến 9,8 in). Chim trống có thân trung bình bằng 85% chim trống.
Chúng thường được nhìn thấy trong các nhóm lớn lên đến 16, chúng luôn đi săn theo đàn và phân chia những thứ mà chúng tìm thấy cho nhau.